# Орманов, Сатай
Сата́й Орма́нов (1895, Чимкентский уезд, Сырдарьинская область, Туркестанский край, Российская империя — неизвестно, Казахская ССР) — старший чабан колхоза «Коммунар» Сары-Суйского района Джамбулской области, Казахская ССР. Герой Социалистического Труда (1949).

## Биография
Родился в 1895 году в крестьянской семье в одном из сельских населённых пунктов Чимкентского уезда. С раннего возраста трудился в сельском хозяйстве. В 1927 году вступил в сельскохозяйственную артель, в которой трудился чабаном по выпасу овец. С 1935 года — старший чабан колхоза «Коммунар» Сары-Суйского района.
Ежегодно показывал высокие трудовые результаты в овцеводстве. Применял передовые зоотехнические методы. В 1947 году вырастил в среднем по 138 ягнят от каждой сотни овцематок. За эти выдающиеся трудовые достижения был награждён Орденом Ленина.
На начало 1948 года обслуживал 552 маток. По итогам этого года получил 86,8 % смушек первого сорта и вырастил в среднем по 118 ягнят от каждой сотни овцематок. Указом Президиума Верховного Совета СССР от 12 июля 1949 года удостоен звания Героя Социалистического Труда за «получение высокой продуктивности животноводства в 1948 году» с вручением ордена Ленина и золотой медали «Серп и Молот» (№ 4134).
Избирался членом депутатом Сары-Суйского районного и поселкового Советов депутатов трудящихся.
Предположительно после выхода на пенсию проживал в селе Коммунар (с 1993 года — Игилик) Сарысуского района. Дата его смерти не установлена.
Память
Его именем названа улица в селе Игилик Сарысуского района.
Награды
- Герой Социалистического Труда
- Орден Ленина — дважды (15.09.1948; 1949)